# Kepler-64
Kepler-64, conosciuta anche con la precedente denominazione di KIC 4862625, è una stella quadrupla nella costellazione del Cigno, distante circa 5000 anni luce dalla Terra. Il sistema è composto da due sistemi binari distanziati 1000 UA l'uno dall'altro, ognuno dei quali costituito da due stelle molto vicine tra loro. Il 15 ottobre 2012, Kian Jek e Robert G. Gagliano, due astronomi dilettanti, hanno scoperto un pianeta extrasolare circumbinario in orbita attorno a una delle due coppie del sistema. La scoperta è avvenuta con l'assistenza di un gruppo di astronomi professionisti dell'Università di Yale e usufruendo dei dati del telescopio spaziale Kepler.

## Caratteristiche fisiche
Il sistema è composto da due stelle in orbita stretta tra loro, e da un'altra coppia di stelle (anch'esse in orbita stretta), distante circa 1000 UA dalla coppia principale, meno studiata e sulla quale si hanno un minor numero di informazioni rispetto alla binaria principale.

### Sistema stellare
Le componenti attorno alle quali orbita il pianeta circumbinario, A e B (o Aa e Ab), formano una binaria spettroscopica e hanno un periodo orbitale di circa 20 giorni.
Le loro masse sono state stimate, al momento della scoperta del pianeta da parte dei volontari del progetto "Planet Hunters" (cacciatori di pianeti), in 1,5 e 0,41 masse solari. In uno studio di V. B. Kostov et al., le masse riportate per le componenti A e B sono leggermente diverse (1,14 e 0,28 M⊙) e indicano che la principale (A) è una stella di tipo F8IV, cioè una subgigante, e non stella bianco-gialla di sequenza principale, come invece riportato da Schwamb et al. in occasione dell'annuncio della scoperta del pianeta.
Le componenti C e D (o Ba e Bb) del sistema quadruplo, distanziate 1000 UA dalla coppia attorno alla quale orbita il pianeta, sono separate tra loro di circa 60 UA. La più brillante delle due è una nana gialla con massa paragonabile a quella del Sole, ed è accompagnata da una debole nana rossa avente solo la metà della massa solare. La luminosità congiunta di queste due stelle è solo il 10% di quella totale irradiata da Kepler-64.

## Sistema planetario

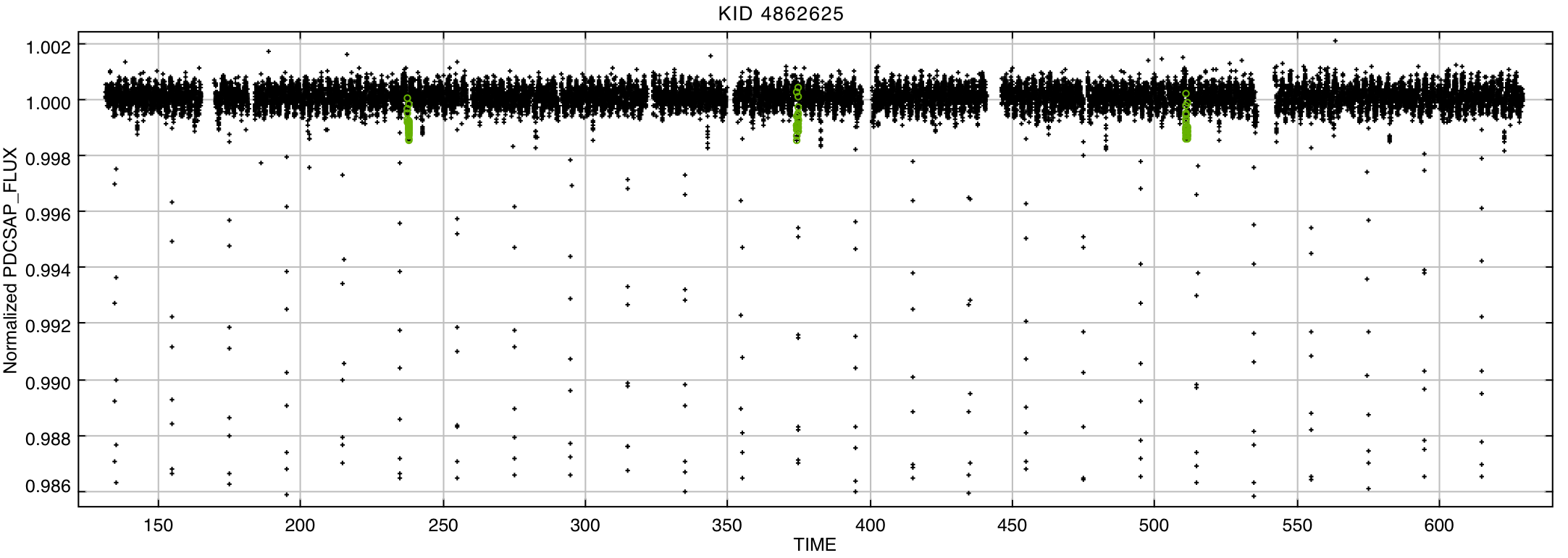
La curva di luce di Kepler-64, che mostra i transiti del pianeta.

Il pianeta possiede varie denominazioni: PH1, KIC 4862625 b, come viene denominato dall'enciclopedia dei Pianeti Extrasolari, o Kepler-64 b, come lo chiama ufficialmente la NASA. La denominazione PH1 deriva dal fatto che è stato il primo pianeta scoperto e confermato da Planet Hunters, un progetto che ha come obiettivo la scoperta di esopianeti utilizzando volontari ai quali vengono messi a disposizione i dati ricavati da Kepler. Secondo quanto osservato da F. V. Hessman et al. nel 2010 circa la nomenclatura corretta dei pianeti circumbinari, il pianeta dovrebbe chiamarsi Kepler-64 (AB)b.
Il pianeta ha un raggio che misura la metà di quello di Giove, equivalente a poco più di 6 volte quello terrestre. La massa non è conosciuta con precisione; è stata stimata da 20 a 50 volte quella terrestre, e, in tal caso, il pianeta sarebbe un gigante gassoso di taglia nettuniana. Distante 0,56 UA dalla coppia A+B, impiega 138 giorni a compiere una rivoluzione. Il pianeta è troppo caldo per essere potenzialmente abitabile, si trova a 0,63 UA dalla stella ma la zona abitabile permanente (durante tutta la rivoluzione del pianeta) del sistema al quale ruota attorno si estende da 2 a 3,44 UA.

### Prospetto planetario
| Pianeta | Tipo            | Massa     | Raggio   | Periodo orb.      | Sem. maggiore | Eccentricità | Scoperta |
| ------- | --------------- | --------- | -------- | ----------------- | ------------- | ------------ | -------- |
| PH1     | Gigante gassoso | <0,531 MJ | 0,553 rJ | 138 ± 0,05 giorni | 0,634 UA      | 0,054        | 2012     |

https://arxiv.org/pdf/2103.09201.pdf